# Nikitine-Chevtchenko IS
Dimensions
Le Nikitine-Chevtchenko IS est un prototype d'aéronef à aile polymorphique, pouvant se métamorphoser de biplan en monoplan en pliant son aile inférieure dans une cavité dans l'aile supérieure. Il porte les noms de ses inventeurs, les russes Vassili Vassilievitch Nikitine et Vladimir Vassilievitch Chevtchenko.